# Philip Freylinck
Philipus Thomas „Philip” Freylinck (ur. 9 kwietnia 1886 w Graaff-Reinet, zm. 15 grudnia 1908 w Johannesburgu) – południowoafrykański kolarz, uczestnik igrzysk olimpijskich w 1908, na których wystartował w czterech konkurencjach:
- sprincie – trzecie (ostatnie) miejsce w swoim biegu[2],
- sprincie w tandemie – drugie (ostatnie) miejsce w swoim biegu[3],
- 5 000 m – trzecie miejsce w swoim biegu[4].

Popełnił samobójstwo.